# AO-51

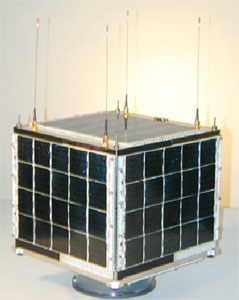
O satélite AO-51.

AO-51 é um satélite para radioamadorismo (AMSAT) da série OSCAR, formalmente conhecido como ECHO. Foi lançado em 29 de junho de 2004 do cosmódromo de Baikonur, no Cazaquistão a bordo de um foguete Dnepr.